# Örbyhus IF
Örbyhus IF är en idrottsförening i Örbyhus i Tierps kommun i Uppsala län, bildad den 21 september 1920. Föreningen utövar bordtennis, friidrott, gymverksamhet och sköter en ishockeyrink. Tidigare har föreningen även utövat fotboll, ishockey och skidåkning.
Bordtennissektionen utövar sin verksamhet i idrottshallen i Örbyhus centrum. Friidrottssektionens verksamhet bedrivs på Örbyhus IP (sommarhalvåret) och i Örbyhus sporthall (vinterhalvåret).
Föreningens fotbollssektion sammanslogs 1976 med Tobo IF i Tobo/Örbyhus FF.
Simon Pettersson, silvermedaljör i diskus vid Olympiska spelen i Tokyo 2021, hade sin start i klubben.